# هکسل
هکسل (انگلیسی: Hexcel) شرکت هوافضای آمریکایی است، که در سال ۱۹۴۸ تأسیس شد.